# 4202 Minitti
4202 Minitti este un asteroid din centura principală, descoperit pe 12 februarie 1985, de Henri Debehogne.